# Karl Gottlob Freytag von Loringhoven
Karl Gottlob Freytag von Loringhoven, ros. Карл Андреевич [Карл-Готлиб] Фрейтаг фон Лорингофен (ur. 4 stycznia 1811 w Owerlack w Liwonii, obecnie Patküla w Estonii - zm. 26 stycznia 1882 w Weimarze) – baron, tajny radca, rosyjski urzędnik konsularny i dyplomata.

## Życiorys
Urodził się w majątku Owerlack w Liwonii w ówczesnych Inflantach w rodzinie szlacheckiej pochodzenia niemieckiego, znanej w Westfalii od początku XII w., w Inflantach od XIV w.. Do 16 roku życia był kształcony w domu. Studiował na uniwersytetach w Dorpacie (1827–1830) i Heidelbergu (1832–1833). Od 1834 pracował w Ministerstwie Spraw Zagranicznych w Petersburgu; zastępca naczelnika 2. wydziału (1835–1837) i tłumacz 3. wydziału (1838–1843). Potem powierzano mu funkcje zagranicą - starszego sekretarza (1844–1849) i charge d'affaires (1847–1849) misji w Rio de Janeiro, oraz sekretarza (1849–1851) i charge d'affaires (1852) poselstwa w Sztokholmie. Był konsulem generalnym w Kopenhadze (1852–1868), i Gdańsku (1869–1877). W 1878 nadano mu tytuł barona. W 1879 przeszedł na emeryturę i zamieszkał w Weimarze, gdzie zmarł.

## Źródła
- Карл Андреевич (Карл-Готлиб) Фрейтаг фон Лорингофен, 1811-1882
- Freytag-Loringhoven, Karl Gottlob